# 李珥
李珥（1536年12月26日—1584年2月27日），字叔献、又字見龍，號栗谷、又号石潭、愚斋，江原道江陵人。朝鮮王朝儒学思想家，朝鲜半岛後世尊称其为李栗谷或栗谷先生。朝鲜半岛朱子学新学派即“主气论”学派的代表人物。畿湖學的宗主和西人黨的黨首。白仁傑的門人。

## 生平
李珥是李元秀与申師任堂的第三个儿子，出生于江陵（江原道）。其母申師任堂在詩文和書画上有很高的造诣，李珥从小受母亲的熏陶，8岁就能作汉文诗，嘉靖廿七年（1548年），13岁的李珥考中进士初试，震惊了当时江原道的教育界。嘉靖三十年（1551年），其母申師任堂离世，后李珥离家进金刚山学禅，经过长期的苦心探究，对禅学取否定态度，重回家乡攻读儒学典籍。嘉靖卅七年（1558年）去陶山拜大儒家李滉为师。嘉靖卌三年（1564年）再次考中生员、进士科和明经科，历任户曹佐郎、吏曹佐郎、户曹判书、大提学等官职。在因病辞官期间，他回到地方专心从事书院教育事业。
他在小年期的白仁傑的門下修學。22岁拜大儒家李滉为师。后与‘退溪李滉’一起并称为朝鲜思想界的‘双璧’，‘二大儒’。李珥的主理説不同于传统的朝鲜半岛朱子学，后经过发展成为一门新学派即“主气论”学派。朝鲜王朝社会各界都受到这种思想積極的影响，拟议的政改方案还积极参与政治的各个方向。
隆慶二年（1568年），李珥代表朝鲜国出使明朝，期间著有《精言妙选》，充分而又细腻地表现出他去中国后的复杂心态。诗中有对中国礼义文化的倾慕衷情，有对明朝军防窳败的担忧，也有对京师恢弘场面的神往。

## “主气论”学派
李珥反对朝鲜传统朱子学者的“理气互发论”，主张 “理气兼发论”， 创立了朝鲜朱子学的新学派即“主氣论”学派。他在理与氣的关系上，既批判李滉的“理一元论”，又反对徐敬德的“氣一元论”，提出自己“独特”的“理氣二元論”。成为従来朱子学的一个發展方向。
李珥的理氣二元論认为世界是由“氣”和“理”所构成，理氣“浑沦无间”，“实无先后之可言”。“理氣”就是“天地之父母”，天地就是“人物之父母”。李珥的二元论的立场使他转向客观唯心主义。李珥在《答成浩原》中说：“推本其所以然，则理是枢纽根柢，故不得不以理为先”。但李珥在批判老师李滉的“主理论”中，使用了唯物辩证观点，主张形成天地万物的物质基础是“元氣”，认为充满天地之间的一切事物都是由“氣”构成的。如枯木有枯木之“氣”，死灰也有死灰之氣，世界上没有有形无氣的东西。这种“氣”本身具有运动能力。理是無形無為的存在；氣是有形有為的存在。李珥把事物运动的内在原因称之为“机”，认为“机”是事物运动变化的根据，决没有外在的“使之者”。二元論的思想反映了一种新的宇宙观的形成。
「四端七情理气之争论」中，李珥反对李滉的“四端则理之发，七情则气之发”的观点，提出“四端七情”均是“气发而理乘之”的观点。
李珥政治上代表中小地主阶层利益，在与循旧保守势力的斗争中，提出了许多超越于前人的进步观点。李珥担忧国家的命运，向国王提出了改贡纳、改军籍、合并州县、庶民许通仕路等改革方案，谋求国家的安全和繁荣富强。李珥还为国家培养了一批“经国济世”的人才，对朝鲜教育事业作出了贡献。
李珥哲学思想中的合理因素，为后来的朝鲜先进哲学思想家所继承和发扬。
萬曆十一年（1583年）上书14代国王朝鮮宣祖，提出「十万養兵」的建议。认为朝鮮轻视国防会招致北方女真族和南倭（日本）的侵略，要加强国防，建设常備兵的必要。

## 著作

### 著書
- 聖學輯要
- 擊蒙要訣
- 東湖問答
- 小學集註
- 萬言封事
- 箕子實記
- 經筵日記
- 醇言
- 人心道心說
- 金時習傳

### 作品
- 西原鄉約
- 海州鄉藥
- 社倉契約束
- 同居戒辭
- 學敎模範
- 海州隱屛精舍學規
- 約束
- 文獻書院學規
- 自警文

## 家係
- 從祖 李芑
- 父 李元秀
- 母 申師任堂
- 庶母 權氏
- 姊 李梅窓
- 妻 盧氏
- 妾 權氏
- 庶女 李氏，朝鮮巨儒金集的妾

## 紀念
- 2006年发行的新版5000韩圆纸币（朝鲜语：5000원 지폐）肖像画的正面即为‘李珥’以及栗谷出生地点烏竹軒（朝鲜语：오죽헌）图案和竹子，而背面为李珥母亲申師任堂的一副名画草虫图 。2009年发行新版50000韩圆纸币（朝鲜语：50000원 지폐）肖像画的正面即为申师任堂，母子同为韩元正面肖像画在韩国历史上还是首次。

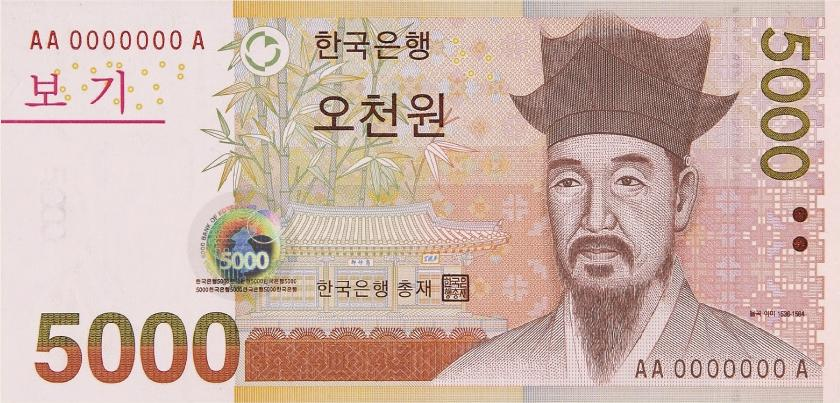
5000韓元的紙幣肖像画的正面
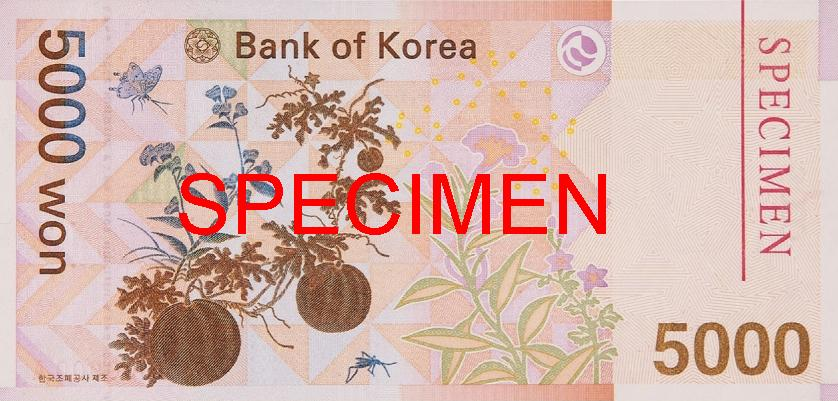
5000韓元的紙幣肖像画的背面
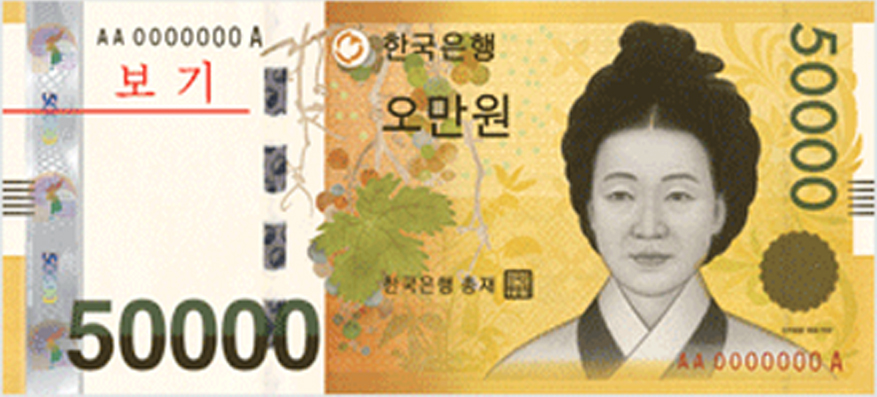
50000韩元正面的申師任堂
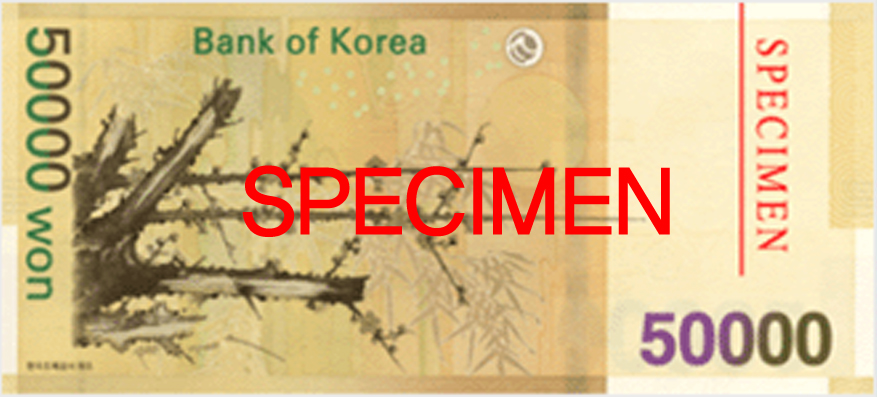
50000韩元背面的月梅圖及風竹圖

- 栗谷李珥號驅逐艦 - 大宇建船及海洋工程建造的与世宗大王級驅逐艦同型号的驱逐舰，于2008年11月14日下水，预见2010年投入军事行动。

## 脚注
1. 北韓讀作「리이」，南韓讀作「이이」。

## 関聯項目
- 世宗大王級驅逐艦
- 白仁傑
- 李芑
- 金長生
- 宋時烈
- 金集